# Rumunská reprezentace v malém fotbale
Rumunská reprezentace v malém fotbale reprezentuje Rumunsko na mezinárodních akcích v malé kopané, jako je mistrovství světa nebo mistrovství Evropy.

## Historie
ME v malém fotbale se Rumunsko zatím účastnilo devětkrát, z čehož šestkrát zvítězilo. Na prvním Mistrovství Evropy v roce 2010 Rumunsko vyhrálo když ve finále deklasovalo Slovensko 8:0. Rumunsko se zatím třikrát účastnilo MS v malém fotbale. Na MS 2015 a 2019 skončilo na třetím místě. Na Mistrovství Evropy v malém fotbale 2016 Rumunsko poprvé nedokázalo získat medaili, když překvapivě prohrálo v osmifinále s Anglií 3:2. Na Mistrovství světa SOCCA 2019 Rumunsko poprvé v historii nepostoupilo ze skupiny. Rumunsko se účastnilo také premiérového ročníku Evropských her v malém fotbale v roce 2019, kde hrálo celkem 2 turnaje a získalo zlato a stříbro. Česká reprezentace se s Rumunskem střetla celkem devětkrát.

## Výsledky

### Mistrovství světa
| Rok  | Místo konání | Umístění                                        |
| ---- | ------------ | ----------------------------------------------- |
| 2015 | USA          | Bronzová medaile                                |
| 2017 | Nabeul       | Vyřazeni v osmifinále Senegalem                 |
| 2019 | Perth        | Bronzová medaile                                |
|      | Celkem       | Účast – 3× Zlato – 0×, Stříbro – 0×, Bronz – 2× |

### Mistrovství světa SOCCA
| Rok  | Místo konání | Umístění                                        |
| ---- | ------------ | ----------------------------------------------- |
| 2018 | Lisabon      | Nezúčastnili se                                 |
| 2019 | Rethymno     | Nepostoupili ze skupiny                         |
|      | Celkem       | Účast – 1× Zlato – 0×, Stříbro – 0×, Bronz – 0× |

### Mistrovství Evropy
| Rok  | Místo konání | Umístění                                         |
| ---- | ------------ | ------------------------------------------------ |
| 2010 | Slovensko    | Zlatá medaile                                    |
| 2011 | Rumunsko     | Zlatá medaile                                    |
| 2012 | Moldavsko    | Zlatá medaile                                    |
| 2013 | Řecko        | Zlatá medaile                                    |
| 2014 | Černá Hora   | Zlatá medaile                                    |
| 2015 | Chorvatsko   | Zlatá medaile                                    |
| 2016 | Maďarsko     | Vyřazeni v osmifinále Anglií                     |
| 2017 | Česko        | Prohra v zápase o bronz s Maďarskem              |
| 2018 | Ukrajina     | Stříbrná medaile                                 |
| 2022 | Slovensko    | Stříbrná medaile                                 |
|      | Celkem       | Účast – 10× Zlato – 6×, Stříbro – 2×, Bronz – 0× |

### Kontinentální pohár
| Rok  | Místo konání | Umístění                                        |
| ---- | ------------ | ----------------------------------------------- |
| 2019 | Tunis        | Bronzová medaile                                |
|      | Celkem       | Účast – 1× Zlato – 0×, Stříbro – 0×, Bronz – 1× |

## Soupiska
Nominace na Mistrovství Evropy na Ukrajině 2018.

| #  | Pozice | Hráč                      |
| -- | ------ | ------------------------- |
| 1  | B      | Florin Matache            |
| 2  | O      | Razvan Dumitru Radu       |
| 3  | O      | Ioan Mircea Popa          |
| 6  | O      | Traian Ionut Alecu        |
| 7  | O      | Sebastian Petrisor Vasile |
| 8  | O      | Ionut Saron Chirica       |
| 9  | Ú      | Dragan Robert Paulevici   |
| 10 | Z      | Radu Marian Burciu        |
| 11 | O      | Mircea Stupu              |
| 12 | O      | Toma Vincene              |
| 17 | Z      | Gabriel Tanase            |
| 22 | Z      | Florin Dumitru Stelea     |
| 24 | Ú      | Vlad Claudiu              |
| 28 | B      | Cosmin Amarinei           |
| 29 | Ú      | Ionut Andrei Nemitanu     |